# Paolo Colonna
Paolo Colonna (Altamura, 24 maart 1987) is een Italiaans wielrenner die in 2014 uitkwam voor Bardiani CSF. In 2013 werd hij in het shirt van Team Colpack Italiaans kampioen op de weg bij de eliterenners zonder contract. Vanwege tegenvallende resultaten werd zijn eenjarige contract bij Bardiani eind 2014 niet verlengd.

## Overwinningen
2013
 Italiaans kampioen op de weg, Elite z/c
3e etappe Giro della Regione Friuli Venezia Giulia

## Ploegen
- 2014- Bardiani CSF